# レジャ州
レジャ州（アルバニア語: Qarku i Lezhës、英語: Lezhë County）は、アルバニアの州。州都はレジャである。面積は1,619.79平方キロメートル、人口は160,752人（2008年）。アドリア海に面した海岸線を持ち、シュコドラ州・クケス州・ディブラ州・ドゥラス州と州境を接している。

## 関連項目

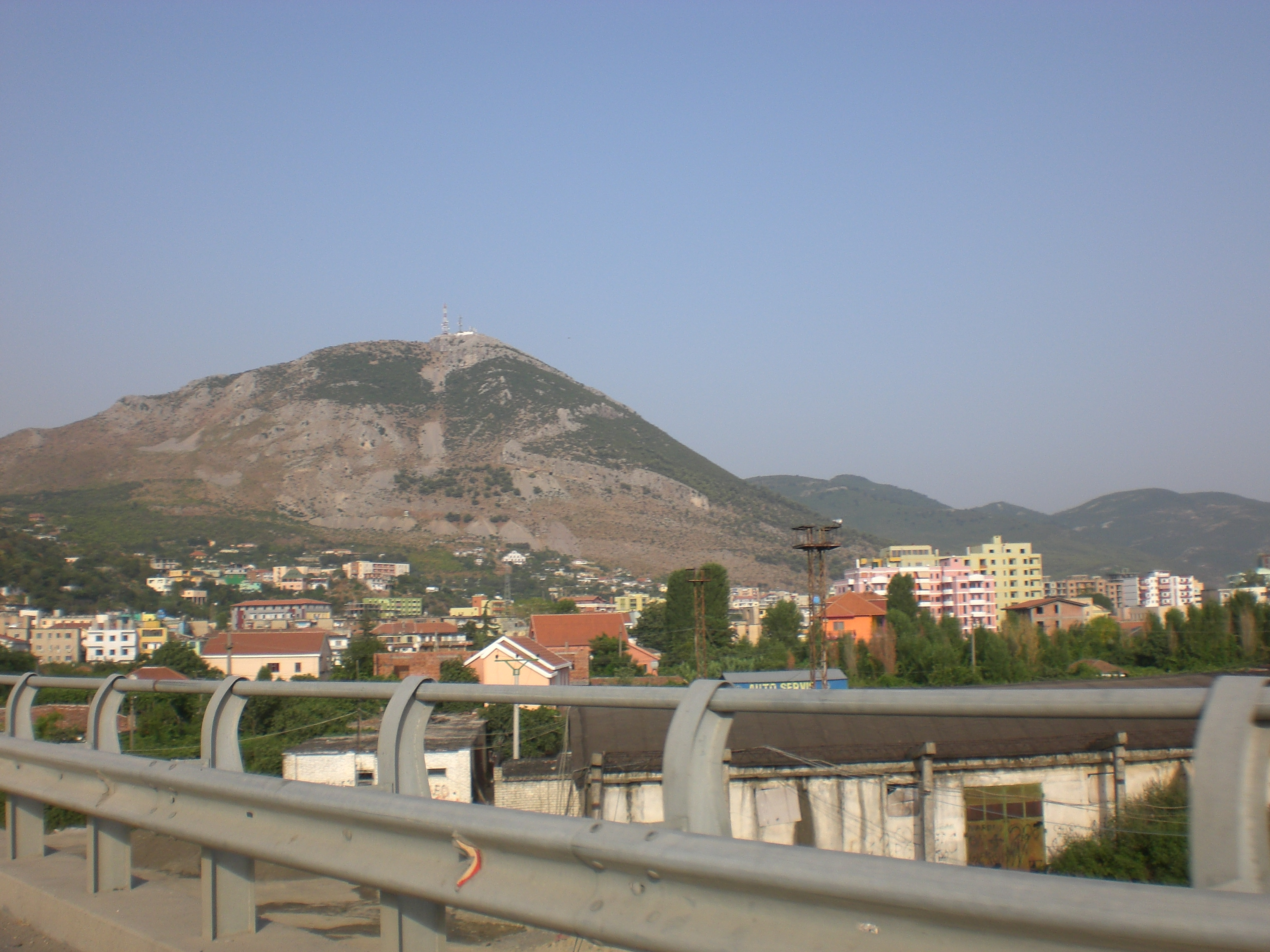
レジャ市

## 下部行政区画
- レジャ県
- クルビン県
- ミルディタ県